# Powers Selection
『Powers Selection』（パワーズ・セレクション）は、日本のロックバンド・Do As Infinityが2020年6月24日にavex traxから発売した6枚目の配信限定アルバムである。

## 内容
前作『Tears Selection』から約3ヶ月ぶりの配信限定アルバム。
結成及びメジャーデビュー20周年を記念して制作され、既発作品から「元気が出る楽曲」をテーマに選曲されたセレクションアルバムとなっている。

## 収録曲
1. SUMMER DAYS
5thシングルのカップリング曲。
2. 徒然なるままに
9thシングルのカップリング曲。
3. 冒険者たち
11thシングルの表題曲。
4. nice ＆ easy
1stベストアルバムの収録曲。
5. under the sun
両A面からなる13thシングルの表題1曲目。
6. One or Eight
14thシングルのカップリング曲。
7. Grateful Journey
4thアルバムの収録曲。
8. あいのうた
4thアルバムの収録曲。
9. 本日ハ晴天ナリ
16thシングルの表題曲。
10. トレジャプレジャ
17thシングルのカップリング曲。
11. Gates of heaven
5thアルバムの収録曲。
12. BE FREE
1stコンピレーションアルバムの収録曲。
13. For the future
19thシングルの表題曲。
14. 君がいない未来
22ndシングルの表題曲。
15. Special
8thアルバムの収録曲。
16. アリアドネの糸
25thシングルの表題曲。
17. Mysterious Magic
27thシングルの表題曲。
18. Alive
両A面からなる28thシングルの表題1曲目。
19. 化身の獣
29thシングルの表題曲。
20. Engine
13thアルバムの収録曲。